# Archidela
Archidela es un género de coleópteros adéfagos de la familia Carabidae.

## Especies
Contiene las siguientes especies:
- Archidela darwini (Sloane, 1909)
- Archidela nigrina (W.J. MacLeay, 1888)